# Sonny Landreth
Sonny Landreth, nome completo Clyde Vernon Sonny Landreth III (Canton, 1º febbraio 1951), è un musicista e chitarrista statunitense di genere blues, noto soprattutto per il suo modo di suonare la chitarra con l'uso dello slide.

## Biografia
Nato a Canton, una cittadina dello stato del Mississippi, da un dipendente di una società di assicurazione di nome Clide Landreth e una casalinga di nome Jeraldine. Quando Sonny frequenta ancora la seconda elementare si trasferisce con la famiglia a Jackson (Mississippi) prima di stabilirsi a Lafayette (Louisiana), dove troverà un ambiente musicale che li sarà di grande ispirazione. Inizialmente intraprenderà lo studio della tromba, che porterà avanti sino a dieci anni, in età adolescenziale comincerà con gli amici a suonare la chitarra. 
Le sue prime ispirazioni con questo strumento saranno Scotty Moore e Chet Atkins, anche se in seguito sarà ispirato da tantissimi altri. Come più avanti dirà in un'intervista rilasciata al Houston Chronicle: A tredici anni sapevo che volevo suonare la chitarra, sapevo di voler suonare in una band. Il primo approccio col nuovo strumento lo ha con una chitarra giocattolo, un modellino della rockstar Elvis Presley che però appartiene al fratello. Un giorno mentre i due sono a scuola il cane di famiglia farà della chitarra giocattolo il suo passatempo rovinandola completamente. Sonny non verrà segnato dall'evento e di lì a breve si comprerà una chitarra vera tutta sua, con la quale comincerà a suonare in una piccola band composta da amici. Una sera con un gruppo di amici andrà al Blue Angel Club dove assisterà ad un concerto della band di Clifton Chenier, fisarmonicista che suona zydeco. Sonny ne rimarrà folgorato facendo delle musiche popolari della Louisiana fonte di grande ispirazione.

## Carriera
La carriera di Landreth comincia prestissimo, è infatti poco più che ventenne quando incide il suo primo album per la Columbia nel 1973, ma a causa delle incertezze della casa discografica che non darà fiducia all'artista in erba, il lavoro rimarrà inedito. Poi ottiene il suo primo ingaggio da professionista, un ruolo da chitarrista nella band di quel Clifton Chenier che anni prima l'aveva lasciato incantato al Blue Angel Club. Sarà per diverso tempo l'unico musicista bianco in quella band di neri, e rimarrà sempre l'unico bianco ad averne fatto parte. Dopo l'esperienza col fisarmonicista inizia una tournée con i Red Beans & Rice Revue.
Ma nel 1979 decide di cominciare una propria carriera da solista, e lo fa fondando i Bayou Rhythm col bassista David Ransom e il batterista Greg Morrow, con i quali incide due album:Blues Attack nel 1981 e Way Down in Louisiana nel 1986; entrambi pubblicati con l'etichetta Blues Unlimited.Nel 1985 viene notato a Nashville da alcuni discografici che ne favoriranno la collaborazione col cantautore John Hiatt. Hiatt infatti ha bisogno di una band per la tournée del suo album Bring The Family, uscito nel 1988, e per questo compito sceglie Landreth con il trio dei Bayou Rhythm. La scelta si rivela così soddisfacente da indurre Hiatt a chiedere il supporto dei Bayou Rhythm anche per il successivo album Slow Turning, dopo aver provato senza successo vari musicisti di sessione. Lo stupefacente lavoro di Landreth compiuto con Hiatt produce interesse per la produzione di un album solista che maturerà nel 1992 con Outward Boun e nel 1995 con South of I-10. Questi, racchiudono in sé tutto ciò che il chitarrista ha assorbito dalle coinvolgenti sonorità del sud della Louisiana, mescolate anche a blues e country, il tutto espresso con la sua unica tecnica chitarristica slide. In seguito lavorerà sia come musicista di sessione con chitarristi come: Mark Knopfler, Buddy Guy, Bonnie Rait e tanti altri, sia come solista, dando alla luce albume come: Levee Town nel 2000, The Road We're On nel 2003, il live Grant Street nel 2005 e From the Reach nel 2009.

## Tecnica chitarristica
Sonny Landreth è un ottimo chitarrista anche con la tecnica convenzionale, ma ciò che lo contraddistingue da tutti è il modo in cui utilizza la tecnica dello slide. Infatti Landreth quando adopera lo slide usa contemporaneamente anche le note con le dita e gli accordi, infatti usa lo slide sul dito mignolo, in modo da avere le altre tre dita libere per l'esecuzione di accordi. inoltre con la mano destra è capace di usare qualsiasi tecnica: Dal fingerpicking, al fingerpicking misto con plettro (hybrid picking), dal plettro e basta al tapping e allo slap. Inoltre utilizza una vasta scelta di accordature aperte; le sue chitarre sono equipaggiate con corde di diametro piuttosto importante, mute da 0,12 in su, indispensabili per la tecnica slide.
Tutte queste caratteristiche tecniche e la profonda conoscenza di stili di musica molto diversi che spesso fonde nei suoi lavori ne fanno uno dei chitarristi, sulla scena mondiale, più completi in ogni aspetto, tant'è che il celebre chitarrista britannico Eric Clapton sul suo conto dirà: "è uno dei chitarristi più sottovalutati del pianeta, nonché uno dei più eccelsi tecnicamente".

## Discografia
- Blues Attack (1981)
- Way Down in Louisiana (1985)
- Outward Bound (1992)
- South of I-10 (1995)
- Crazy Cajun Recordings (1999)
- Prodigal Son: The Collection (2000)
- Levee Town (2000)
- The Road We're On (2003)
- Grant Street (2005) - live
- Sonny Landreth - Live At Jazz Fest 2007 (2007) - live
- From the Reach (2008)
- Voices of Americana (2009)
- Levee Town (Expanded edition) (2009)
- Elemental Journey (2012)
- Sunrise (2012)
- Bound by the Blues (2015)
- Recorded Live In Lafayette (2017)
- Blacktop Run (2020)